# Behanzin

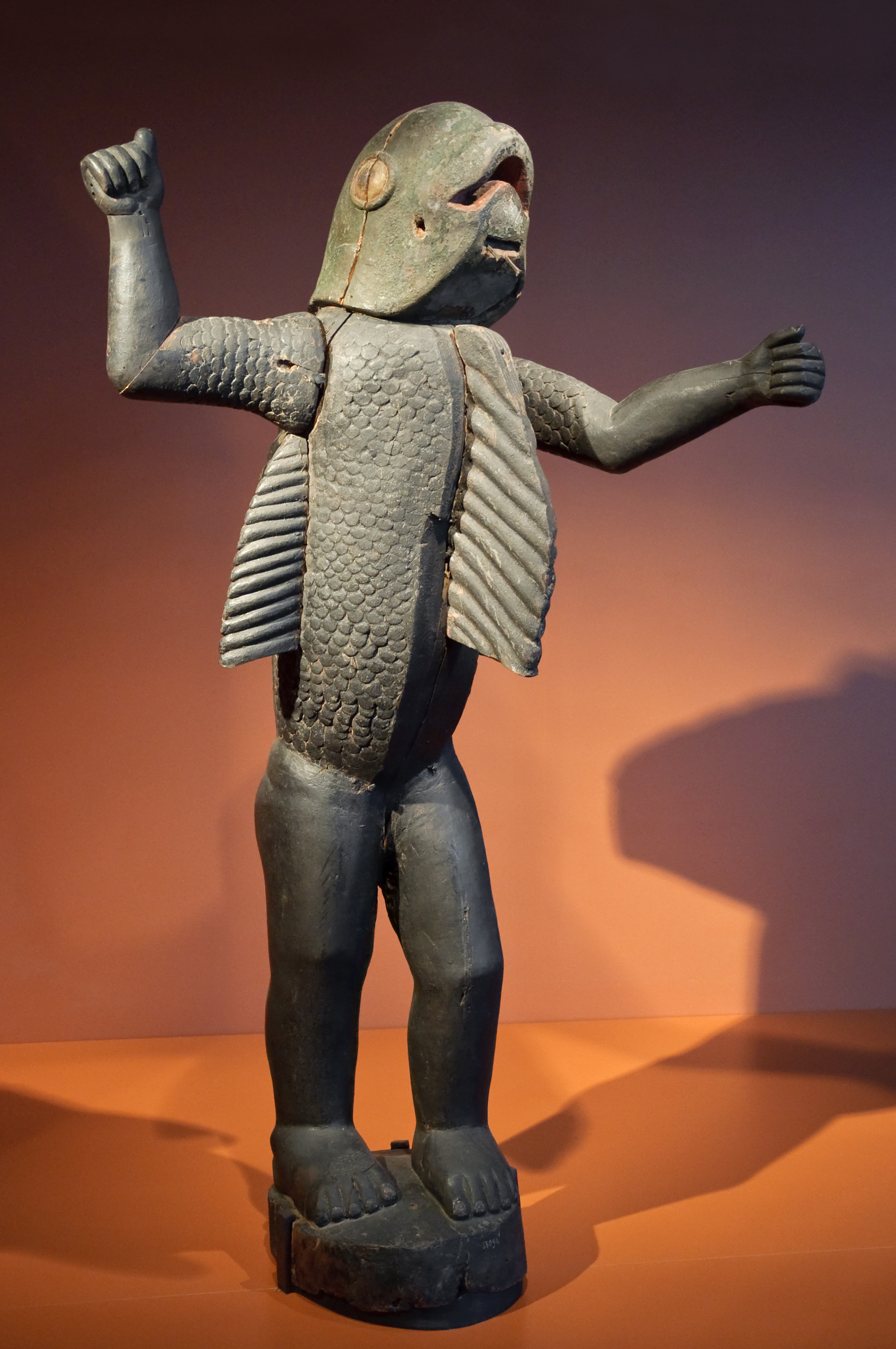
Hombre-Tiburón (hacia 1890) por Sossa Dede, una estatua simbolizando a Behanzin, museo del muelle Branly, París, Francia.

Behanzin (1844 - 10 de diciembre de 1906 en Blida, Argelia) es considerado el undécimo (si Adandozan no es contado) rey de Dahomey (hoy Benín). Al tomar el trono, cambió su nombre de Kondo a Behanzin. Sucedió en el mismo a su padre, Glele, y reinó de 1889 a 1894. Behanzin fue el último gobernante independiente del Reino de Dahomey establecido a través de las estructuras de poder tradicionales. Fue un gran mandatario que encabezó la resistencia nacional durante la Guerra de Dahomey.
Sus símbolos son un tiburón, un huevo y un cautivo colgando de un asta (una referencia al fanfarrón y rebelde médico de magia dañina de Ketou a quien el rey colgó de un asta como castigo por su soberbia). Pero su más famoso símbolo es la pipa de fumar. Esto es porque él afirmaba que no había un minuto en su vida, aun cuando era un bebé, que no estuviera fumando.
Behanzin fue visto por su gente como inteligente y valeroso. Vio que los europeos estaban acercándose gradualmente a su reino, y como resultado intentó aislar a los europeos y desairarlos. Justo antes de la muerte de Glele, Behanzin se negó a encontrarse con el enviado francés Jean Bayol, alegando conflictos en su calendario debido a obligaciones rituales y ceremoniales. Como resultado, Bayol regresó a Cotonú para prepararse para ir a la guerra contra Behanzin, que fue nombrado rey después de la muerte de Glele. Viendo las preparaciones, los dahomeyanos atacaron al ejército de Bayol fuera de Cotonú en 1890; el ejército francés se sobrepuso rápidamente debido a su armamento superior y posición estratégica ventajosa. Finalmente los hombres Behanzin fueron forzados a retirarse. Behanzin regresó a Abomey, y Bayol a Francia temporalmente.
La paz duró dos años, durante los cuales los franceses continuaron ocupando Cotonú. Ambas partes continuaron consiguiendo armas en preparación para otra batalla. En 1892, los soldados de Abomey atacaron poblados cerca de Gran Popo y Porto Novo en un intento de recuperar las antiguas fronteras de Dahomey. Esto fue visto como un acto de guerra por los franceses, que reclamaron sus intereses en ambas áreas. Bayol, para entonces nombrado Gobernador Colonial por los franceses, le declaró la guerra a Behanzin. Las fuerzas armadas francesas justificaron la agresión al caracterizar a los dahomeyanos como salvajes con necesidad de civilización, y señalando a lo que ellos llamaban el "sacrificio humano" de las costumbres anuales y en la muerte de un rey, y a la continua práctica de la esclavitud, como evidencia de esta salvajía.
Parte de esta propaganda todavía existe hoy en día: en el Musée de l'Homme en el Palais de Chaillot en París, hay una gran pintura ilustrando el salvajismo aludido de los dahomeyanos, de una batalla en la guerra contra Dahomey donde una amazona de Dahomey mata a un oficial francés al rasgar su garganta con sus dientes afilados. Sin embargo, la historia es algo más compleja, ya que los relatos tradicionales del evento tansmitidos en Benín nombran a las amazonas como esposas de confianza de Behanzin que habían jurado vengar a los miembros de la familia real que habían sido ejecutados por Behanzin por traición después de divulgar planes de batalla a cambio de sobornos por los agentes franceses. Además, el oficial francés en cuestión era supuestamente la cabeza de la inteligencia militar francesa que cometió el acto "salvaje" de sobornar a miembros familiares para traicionar a los suyos; la amazona se limitó a usar sus dientes después de que sus municiones se agotaron a mitad de la batalla.
De forma similar, las alegaciones europeas usuales de la salvajía dahomeyana no toman en cuenta el rol de las costumbres anules en la sociedad dahomeyana, la profundidad de la creencia tradicional en el mundo espiritual, la compleja organización social vista en la burocracia de la corte y el proceso de creación político, y el hecho de que en muchos de los puntos donde la sangre corría más libremente en la historia de Dahomey, también estaba corriendo libremente en Europa, a través de guerras y revoluciones. Esto no es una excusa para ninguno de las maldades de la tradicional sociedad de Dahomey, sino solo una perspectiva y para señalar que el término "salvaje" aplicado a Dahomey por los defensores de la colonización europea es usado más por su valor propagandístico que por su habilidad para describir honestamente el nivel de organización o valor cultural de la sociedad de Dahomey.
A través de la recolección de información superior, armas superiores, subversión de algunos miembros de la familia real que habían sido sobornados y una campaña de guerra psicológica que incluyó cortar la mayoría de los árboles sagrados en Ouémé y Zou, una estrategia de ataque inesperada, los franceses lograron derrotar a Dahomey, el último de los Reinos africanos tradicionales en sucumbir ante la colonización europea. En lugar de atacar Abomey directamente marchado hacia el norte desde Calavi justo al norte de Cotonú, el general francés Alfred Dodds atacó desde Porto Novo, avanzando por el Valle de Ouémé hasta que estuvo cerca de Abomey, vía Cove y Bohicon.
Los franceses resultaron victoriosos, y en 1894, Behanzin se rindió ante Dodds, sin firmar ningún instrumento de rendición nacional o tratado. Behanzin fue sucedido por Agoli-agbo, su pariente lejano, el único gobernante potencial que los franceses estaban dispuestos a instalar.
Vivió el resto de su vida en el exilio en Martinica y Argelia. Después de su muerte, sus restos fueron regresados a Abomey.